# Emil Guttmann
Emil Guttmann (* 23. September 1879 in Baden bei Wien; † 26. März 1934 in Wien) war ein österreichischer Schauspieler, Regisseur und Sänger.

## Leben
Der Sohn des Schauspielers Alexander Guttmann (1851–1889) begann seine künstlerische Laufbahn 1897 am Stadttheater in Wiener Neustadt. Anschließend war er längere Zeit in Graz tätig, wo er auch als Inspizient in Erscheinung trat. Ebenfalls in der steirischen Landeshauptstadt konnte Guttmann bereits 1902 erstmals Regie führen. Im Jahr darauf folgte er einem Ruf nach Innsbruck, ein weiteres Jahr später (1904) fand er sich schließlich in Wien ein, um ein Engagement am Theater in der Josefstadt anzutreten.
In der österreichischen Hauptstadt blieb Emil Guttmann, der sich als Schauspieler wie Sänger betätigte, die folgenden 30 Jahre bis zu seinem Lebensende im Frühjahr 1934. Gastspielreisen führten ihn u. a. nach Berlin. Später avancierte Guttmann zum Oberspielleiter (z. B. bei Wiens Stadttheater) und war zeitweilig Oberregisseur und stellvertretender Direktor am Theater an der Wien.
Nach mehreren Abstechern vor die Kamera kehrte Emil Guttmann in der Spielzeit 1933/34 letztmals zur Bühne zurück und trat in der Marischka-Revue „O du mein Österreich“ im Stadttheater bis Ende Jänner 1934 auf.
Guttmann musste sich bereits 1933 wegen seines schweren Ohrenleidens einer Operation unterziehen, die seinen Zustand aber nicht verbesserte. Die fehlenden Engagements der letzten Zeit verstärkten seine Depressionen, die ihn schon zu zwei Selbstmordversuchen getrieben hatten. Am 26. März erhängte er sich in seiner Wohnung in der Piaristengasse 17.
Emil Guttmann war mit der Soubrette Polly Koss verheiratet. Er ruht auf dem Evangelischen Friedhof des Wiener Zentralfriedhofs (II, 136), neben seiner Gattin.
Sein älterer Bruder war der Schauspieler Arthur Guttmann (1877–1956), sein Zwillingsbruder war der Schauspieler Paul Guttmann (1879–1942).

## Filmografie
als Schauspieler
- 1916: Die Landstreicher
- 1918: Die beiden Meier
- 1918: Seine Durchlaucht, der Landstreicher
- 1923: Himmel voller Geigen
- 1930: Wiener Herzen (Erzherzog Otto und das Wäschermädel)
- 1931: Ausflug ins Leben, Konsul Wiedemann
- 1931: Purpur und Waschblau, Der Zeremonienmeister
- 1931: Die Bräutigamswitwe, Rechtsanwalt Huntington

als Drehbuchautor
- 1931: Kaiserliebchen